# Anthemus montanus
Anthemus montanus is een vliesvleugelig insect uit de familie Encyrtidae. De wetenschappelijke naam is voor het eerst geldig gepubliceerd in 1989 door Prinsloo & Neser.